# Chouppes
Chouppes är en kommun i departementet Vienne i regionen Nouvelle-Aquitaine i västra Frankrike. Kommunen ligger i kantonen Monts-sur-Guesnes som tillhör arrondissementet Châtellerault. År 2022 hade Chouppes 801 invånare.

## Befolkningsutveckling
Antalet invånare i kommunen Chouppes
| Referens: INSEE |